# Antoine Armand Arnaud
Antoine Armand Jules Arnaud, o Arnault (Lione, 6 febbraio 1831 – Parigi, 6 agosto 1885), è stato un politico e giornalista francese.
Fu un personaggio di rilievo della Comune di Parigi.

## Biografia
Impiegato delle ferrovie di Lione, di tendenze politiche blanquiste, aderì all'Internazionale, nel 1869 si stabilì a Parigi e fu redattore de La Marseillaise di Henri Rochefort.
Durante l'assedio di Parigi del 1870, il 7 gennaio 1871, firmò l'Affiche Rouge, il manifesto che denunciava la politica capitolarda del governo di difesa nazionale e chiedeva l'istituzione della Comune. Membro della Guardia nazionale, fece parte del suo Comitato centrale.
Dopo l'insurrezione del 18 marzo 1871, fu eletto il 26 marzo al Consiglio della Comune e fece parte della Commissione esteri. Il 1º maggio fu eletto al Comitato di Salute pubblica. Combatté fino all'ultimo contro i versagliesi e riuscì a sfuggire alla repressione rifugiandosi a Londra, mentre la corte marziale lo condannava a morte.
Membro del Consiglio generale dell'Internazionale, al congresso dell'Aja del 1872 votò per l'esclusione di Bakunin, poi lasciò l'Associazione con gli altri blanquisti. Tornò in Francia con l'amnistia generale del 1880 e morì in miseria a Parigi.